# Seznam generalov Vojnega letalstva Združenih držav Amerike
Seznam generalov Vojnega letalstva ZDA.

## A
Frank Maxwell Andrews - Henry H. Arnold -

## B
Lewis Brereton -

## C
Merian Caldwell Cooper - 

## D
Benjamin O. Davis mlajši - 

## E
Ira Eaker -

## G
Frank Gorenc - 
Stanley Gorenc - Alexus G. Grynkewich   

## H
John W. Handy - 

## J
David Charles Jones - William E. Jones - John P. Jumper - 

## K
Ronald T. Kadish - 

## L
Jeannie Leavitt  - Curtis Emerson LeMay - 
Orlando Llenza -

## M
John Paul McConnell - 
John C. Meyer - 
Richard Bowman Myers -

## N
Lauris Norstad -

## P
Wilbert D. Pearson mlajši -

## R
Joseph W. Ralston -

## S
Carl Spaatz - 
James Stewart -

## T
Paul Tibbets - 
Nathan Farragut Twining - 

## V
Hoyt Sanford Vandenberg - 

## W
Thomas Dresser White - 

## Y
Charles Elwood Yeager -